# エリン・ジャクソン
エリン・ジャクソン（Erin Jackson、1992年9月19日 - ）は、アメリカ合衆国の女子スピードスケートおよびインラインスケート選手。2022年北京オリンピックスピードスケート500m金メダリスト。

## 来歴
フロリダ州オカラで生まれ、8歳の頃からインラインスケートを始め、ジュニアレベルの大会に出場。
フロリダ大学卒業後インラインスケートでワールドゲームズに出場するなど数多くのタイトルを獲得。アイススケートに挑んだのは2016年が初めてながら、2018年からはスピードスケートに転身し、僅か4か月で平昌オリンピックスピードスケート500m代表に選ばれるも、本番では参加した31選手中24位に終わる。ワールドカップではこれまで4勝を挙げ、黒人初のワールドカップ優勝を果たす。
しかし2022年1月の五輪選考会で補欠扱いも、ジャクソンの長年の友人でもあり予選で優勝したブリタニー・ボウの辞退で北京オリンピック出場を果たす。2月13日に開催されたスピードスケート女子500mに第14組（全15組）で出場し、それまで首位だった高木美帆を0.08秒上回る37.04で優勝し金メダルを獲得、黒人女性史上初のスピードスケート金メダリストとなった。またアメリカ人女子選手がオリンピックのスピードスケート競技で金メダルを獲得するのは、2002年ソルトレークシティオリンピック女子1000mのクリス・ウィッティ以来20年ぶり、女子500mに限れば、1994年リレハンメルオリンピックのボニー・ブレア以来28年ぶりとなった。